# Estola basinotata
Estola basinotata är en skalbaggsart som beskrevs av Bates 1866. Estola basinotata ingår i släktet Estola och familjen långhorningar. Inga underarter finns listade i Catalogue of Life.